# Kiliophora fusispora
Kiliophora fusispora är en svampart som beskrevs av Kuthub. & Nawawi 1993. Kiliophora fusispora ingår i släktet Kiliophora, divisionen sporsäcksvampar och riket svampar.   Inga underarter finns listade i Catalogue of Life.